# رزمناو ژاپنی تن (۱۹۳۷)

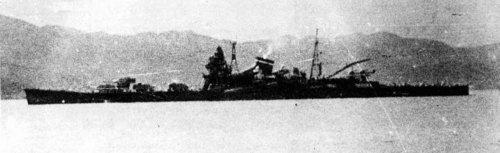
رزمناو ژاپنی تونه

رزمناو ژاپنی تونه (به ژاپنی: 利根 Tone)، یک کشتی راهبری و ناو سنگین متعلق به نیروی دریایی امپراتوری ژاپن بود.